# 威远墓群
威远墓群，位于山西省朔州市右玉县威远镇树儿照村(威远旧城)周围，是中华人民共和国山西省文物保护单位之一。
1986年8月18日，授予山西省文物保护单位，是一座古墓葬。